# Franco CFA da África Central
O Franco CFA da África Central (em francês:  franco CFA ou simplesmente franco, código ISO 4217 : XAF) é a moeda de seis estados independentes na África Central: Camarões, República Centro Africana, Chade, República do Congo, Guiné Equatorial e Gabão. A sigla "CFA" correspondem a Communauté Financière d'Afrique (Comunidade Financeira Africana). O franco é dividido em 100 cêntimos, mas nunca foram cunhadas moedas dessas denominações. 

## História
O franco CFA foi introduzido pelas colônias francesas em 1945 (junto com o Franco CFA da África Ocidental), substituindo o franco da África Central Francesa. As colônias que começaram a usar o franco foram: Chade, Camarões Franceses, Gabão e Ubangui-Chari. A moeda continuou em uso quando essas colônias conquistaram sua independência. A única ex-colônia espanhola na zona Guiné Equatorial, adotou o franco em 1984. Substituindo o ekuele guineo-equatoriano a uma taxa de 1 franco = 4 bikuele.
O Banco dos Estados da África Central (Beac) divulgará em breve uma nova gama de notas nos seis países da Comunidade Econômica e Monetária da África Central (CEMAC). Ele substituirá os ingressos antigos oficialmente colocados em serviço em novembro de 2003.
A nova gama substituirá pequenas denominações de 500, 1.000 e 2.000 francos CFA e grandes denominações de 5.000 e 10.000 francos atualmente usadas nos países da CEMAC.

### Segunda série, 2002
| Denominação    | Cor predominante | Dimensões   | Imagem do anverso | Imagem do reverso |
| -------------- | ---------------- | ----------- | ----------------- | ----------------- |
| 500 Francos    | Marrom           | 70 x 130 mm |                   |                   |
| 1000 Francos   | Azul             | 75 x 135 mm |                   |                   |
| 2000 Francos   | Rosa             | 75 x 145 mm |                   |                   |
| 5000 Francos   | Verde            | 80 x 145 mm |                   |                   |
| 10 000 Francos | Violeta          | 80 x 150 mm |                   |                   |

## Moedas
Em 1948, moedas foram emitidas para uso em todas as colônias (não incluindo os Camarões franceses) com as denominações de 1 e 2 francos. Esta foi a última edição de uma moeda de 2 francos por quase 50 anos. Em 1958, foram adicionadas moedas de 5, 10 e 25 francos, que também foram usados em Camarões franceses. Estes tinham o nome de Camarões, além de États de l'Afrique Equatoriale. 
Em 1996, a produção centralizada da moeda de 100 francos foi retomada, com uma única moeda de 500 francos reintroduzida em 1998. Em 2006, uma moeda de aço de 2 francos foi introduzida.